# ベア・マウンテン州立公園
ベア・マウンテン州立公園 (Bear Mountain State Park) は、ニューヨーク州 ロックランド郡とオレンジ郡の間に位置する公園。ハドソン川西の高台に広がる（20.51 km2）緑豊かな地域にある。公園では、マウンテンバイク、ハイキング、ピクニック、スイミング、クロスカントリー・スキー、クロスカントリー・ランニング、アイス・スケートなどが楽しめる。公園内にはベア・マウンテン・インという宿泊施設もある。なお、直ぐ隣に位置するハリマン州立公園とは別の公園となるが、一般客には、2つの公園の区別はつきにくく2つまとめてベア・マウンテンと呼ばれニューヨーク・メトロポリタン・エリア近郊からアクセスしやすい観光地となっている。ベアマウンテン州立公園には、パーキンスメモリアルタワー、トレイルサイドミュージアム、16ヘクタールの面積をカバーする町の動物園などの施設がいくつかあります。

## 参照項目
- ベア・マウンテン橋